# 2005 au Nouveau-Brunswick
Chronologie du Nouveau-Brunswick
- 2001
- 2002
- 2003
- 2004
- 2005
- 2006
- 2007
- 2008
- 2009

Cette page concerne les événements survenus en 2005 dans la province canadienne du Nouveau-Brunswick.

## Événements
- Fondation des Sea Dogs de Saint-Jean.
- 8 mars : l'ancien premier ministre du Nouveau-Brunswick Frank McKenna devient le nouvel ambassadeur du Canada aux États-Unis.
- 17 septembre : la députée progressiste-conservatrice de Moncton-Ouest Joan MacAlpine-Stiles épouse le député du même parti de Petitcodiac Wally Stiles.
- 21 septembre : Sandra Lovelace Nicholas est nommée sénatrice à Ottawa.
- 25 septembre : Allison Brewer est élu chef du Nouveau Parti démocratique du Nouveau-Brunswick, et devient la première homosexuelle à être chef d'un parti politique dans la province.
- 13 octobre : l'ancienne chef du Nouveau Parti démocratique du Nouveau-Brunswick Elizabeth Weir quitte ses fonctions de députée de Saint John Harbour et devient présidente et chef de la direction de l'Agence d'efficacité et de conservation énergétiques du Nouveau-Brunswick.
- 14 novembre : le libéral Ed Doherty remporte l'élection partielle de Saint John Harbour à la suite de la démission d'Elizabeth Weir.
- 23 novembre : Achille Maillet devient maire de Dieppe, à la suite de la démission de Yvon Lapierre[1]

## Décès
- 6 janvier : Louis Robichaud, premier ministre du Nouveau-Brunswick.
- 28 février : Gwendolyn Black
- 19 avril : Vance Toner, professeur.
- 30 mai : Gérald Leblanc, poète.
- Septembre : Laurier Lévesque, député.